# Heuchera pubescens
Heuchera pubescens är en stenbräckeväxtart som beskrevs av Frederick Traugott Pursh. Heuchera pubescens ingår i släktet alunrötter, och familjen stenbräckeväxter. Inga underarter finns listade i Catalogue of Life.

## Bildgalleri

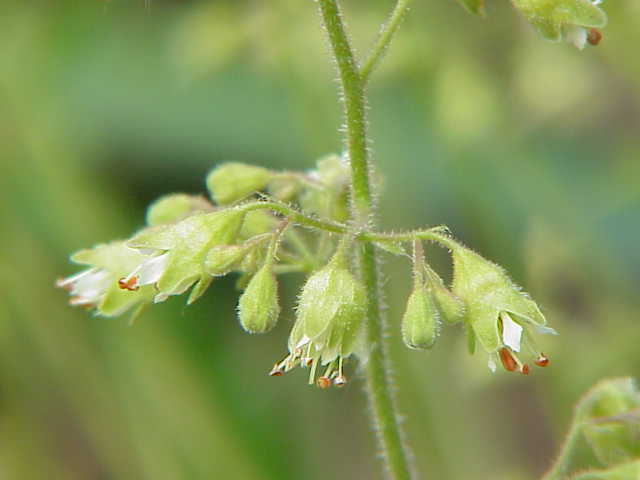
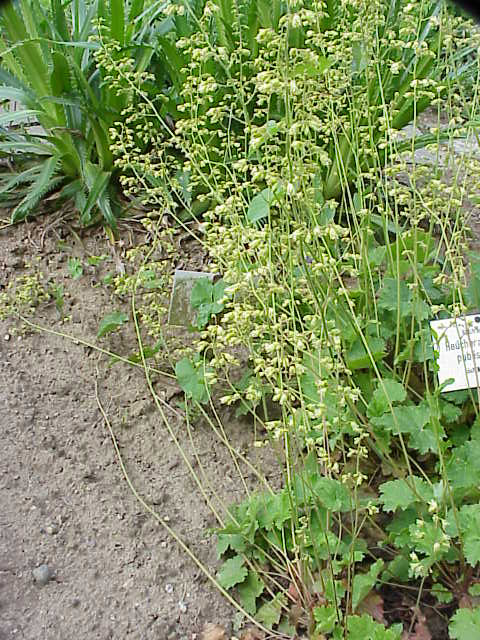